# エドワード・ラトリッジ
エドワード・ラトリッジ（英: Edward Rutledge、1749年11月23日 - 1800年1月23日）は、アメリカ合衆国サウスカロライナ州の政治家である。アメリカ独立宣言に署名し、後にサウスカロライナ州知事を務めた。

## 伝記
長兄のジョン・ラトリッジと同様に、エドワード・ラトリッジはサウスカロライナ植民地のチャールストンで生まれた。オックスフォード大学で法律を学び、イギリスの法廷弁護士として認められ、実習のためにチャールストンに戻った。ヘンリー・ミドルトンの娘ヘンリエッタ・ミドルトンと結婚し、3人の子供をもうけた。法律の業務では共同経営者のチャールズ・コーツワース・ピンクニーと共に成功を収めた。チャールストンでは指導的な市民となり、奴隷を50人以上所有した。
ラトリッジは兄のジョンと共に大陸会議ではサウスカロライナ代表となった。植民地の権利については確固たる支持者であったが、当初はイギリスからの独立を支持することを躊躇い、その代わりに母国との和解を望んでいた。南部の他の農園主と同様に、南部の基本的社会基盤を変革するアメリカの独立を望んではいなかった。大陸軍からアフリカ系アメリカ人を排除するために働き、アメリカ独立宣言から奴隷制や奴隷貿易を非難する言葉を外させる努力をしてこれに成功した。それにも拘わらず、全会一致という形のために独立宣言に署名した。署名者の中では一番若く26歳だった。
1776年11月に故郷に戻り、サウスカロライナ邦議会の議員となった。サウスカロライナ民兵砲兵隊の大尉として従軍し、1779年のボーフォートの戦いに参戦した。翌年イギリス軍によるチャールストン包囲戦の結果、チャールストン市が陥落した時にイギリス軍の捕虜となり、1781年7月まで収監されていた。

アメリカ独立宣言を大陸会議に提出する様子（ジョン・トランブル画『独立宣言』）。ラトリッジは右手奥に立っている。

釈放後にサウスカロライナ邦議会に戻り、1796年まで議員を務めた。活動的な議員として知られ、ロイヤリストの財産没収については推奨者となった。2年間サウスカロライナ州上院議員を務め、その後に州知事となった。しかし、その任期を全うしないうちに死んだ。
ラトリッジはミュージカル『1776年』の中に名前を残している。ジョン・アダムズ、トマス・ジェファーソン、ベンジャミン・フランクリン、およびジョン・ディキンソンに続く5番目の中心人物である。ブロードウェイに最初に掛けられたときはクリフォード・デイビッドが、1972年の映画ではジョン・カラムが演じた。ラトリッジは	三角貿易と植民地における奴隷制の見解について『糖蜜からラム酒そして奴隷』という歌を歌う。